# Show Me Your Love
Show Me Your Love, pierwotnie I Am Your Queen – utwór ukraińskiej piosenkarki Tiny Karol napisany przez samą artystkę we współpracy z Pawłem Szyłko i Michaiłem Niekrasowem, wydany w formie singla w 2006 roku oraz umieszczony na debiutanckiej płycie studyjnej piosenkarki o tym samym tytule z maja tegoż roku.
W 2006 roku pierwotna wersja utworu – „I Am Your Queen” – została zakwalifikowana do stawki finałowej ukraińskich eliminacji eurowizyjnych Ty-Zirka. 11 marca piosenka została zaśpiewana przez Karol w finale selekcji i zdobyła ostatecznie maksymalną liczbę 24 punktów od jurorów i telewidzów, dzięki czemu została wybrana na propozycję reprezentującą Ukrainę w 51. Konkursie Piosenki Eurowizji organizowaną w Atenach.
Po finale eliminacji numer został przearanżowany, a jego tytuł zmieniono na „Show Me Your Love”. 18 maja piosenka została zaprezentowana przez Karol w półfinale Konkursu Piosenki Eurowizji i zdobyła łącznie 146 punktów na koncie, dzięki czemu awansowała do sobotniego finału. W finale konkursu utwór zajął ostatecznie siódme miejsce po zdobyciu łącznie 145 punktów, w tym m.in. maksymalnej noty 12 punktów od Portugalii oraz not 10 punktów od Armenii, Białorusi i Rosji. Był to wówczas drugi najlepszy wynik w historii udziału kraju w konkursie.

## Lista utworów
Digital download
1. „Show Me Your Love” – 2:55

## Twórcy
Opracowano za pomocą materiału źródłowego.
- Tina Karol – śpiew, muzyka
- Michaił Niekrasow – muzyka
- Pawło Szyłko – tekst
- Anatolij Michaiłow, Misza Wołczkow – gitara
- Koczi – djembe